# 石琳
石琳（？—1702年），中國清朝官員，汉军正白旗人，石廷柱第四子。
石琳初授勳舊世管佐领，兼礼部郎中。康熙时历任山东按察使、河南按察使，浙江布政使，湖北巡抚、云南巡抚。三藩之乱时，于湖广击叛军，于浙江安抚地方，裁革陋规，严禁加征火耗。吴三桂乱平，上疏请改定云南赋额。康熙二十五年（1686年），请更正云南《赋役全书》八项，得准行。於1689年8月19日－1702年12月17日期間，奉旨接替吳興祚擔任廣東廣西總督。全名為「總督兩廣等處地方提督軍務、糧饟兼巡撫事」的該官職，是兼轄廣西地區的廣東、廣西兩省之最高統治者，亦為清朝封疆大吏之一。康熙四十一年卒。
| 前任： 吳興祚 | 兩廣總督 任職期間：1689年8月19日－1702年12月17日 | 繼任： 郭世隆 |

## 延伸阅读
[在维基数据编辑]
 《清史稿·卷276》，出自趙爾巽《清史稿》